# Ilya Shkurenyov
Ilya Shkurenyov (en russe : Шкуренёв Илья ; né le 11 janvier 1991 à Volgograd) est un athlète russe, spécialiste des épreuves combinées.

## Biographie
Il se révèle lors de la saison 2010 en remportant la médaille d'argent du décathlon lors des Championnats du monde juniors de Moncton, derrière le Français Kevin Mayer.
Il bénéficie d'une invitation pour les Championnats du monde en salle 2012, où il termine quatrième. Lors des Championnats russes seniors et espoirs à Tcheboksary, remportés par Sergey Sviridov (21 ans) avec 8 088 points devant Vasiliy Kharlamov deuxième avec 8 059 points, Ilya Shkurenev, également 21 ans, va prendre la 3e place avec 8 030 points.
Aux Championnats d'Europe 2012 à Helsinki, il obtient la médaille de bronze derrière l'Allemand Pascal Behrenbruch et l'Ukrainien Oleksiy Kasyanov, avec 8 219 points, son record personnel. Durant les deux jours il va améliorer ses meilleures performances sur six épreuves (100 mètres, saut en hauteur, 110 mètres haies, lancer du disque, saut à la perche et 1 500 mètres).
Le 6 juillet 2015 à Aubagne, il remporte la Coupe d'Europe des épreuves combinées avec 8 378 points, son meilleur score de l'année, devant Oleksiy Kasyanov 8105 points et Romain Barras 8007.
Le 9 juillet 2017, il est autorisé à concourir aux compétitions internationales en tant qu'athlète neutre autorisé, à la suite de la suspension en 2015 de la Russie par l'IAAF pour dopage d'État. Le 29, il est sélectionné pour participer aux Championnats du monde de Londres mais ne termine pas la compétition à la suite d'une chute sur le 110 m haies, 6e épreuve du décathlon.
Le 8 août 2018, il devient vice-champion d'Europe du décathlon à l'occasion des championnats d'Europe de Berlin avec 8 321 pts, derrière l'Allemand Arthur Abele (8 431 pts).
Il se classe 4e des championnats du monde 2019 à Doha avec 8 494 pts.

## Palmarès
| Date                               | Compétition                           | Lieu                                  | Résultat               | Épreuve                | Points                 |
| Représentant la Russie             | Représentant la Russie                | Représentant la Russie                | Représentant la Russie | Représentant la Russie | Représentant la Russie |
| ---------------------------------- | ------------------------------------- | ------------------------------------- | ---------------------- | ---------------------- | ---------------------- |
| 2010                               | Championnats du monde juniors         | Moncton                               | 2e                     | Décathlon              | 7 830 pts              |
| 2011                               | Championnats d'Europe espoirs         | Ostrava                               | 5e                     | Décathlon              | 7 894 pts              |
| 2012                               | Championnats du monde en salle        | Istanbul                              | 4e                     | Heptathlon             | 5 898 pts              |
| 2012                               | Championnats d'Europe                 | Helsinki                              | 3e                     | Décathlon              | 8 219 pts              |
| 2012                               | Jeux olympiques                       | Londres                               | 16e                    | Décathlon              | 7 948 pts              |
| 2013                               | Championnats d'Europe en salle        | Göteborg                              | 5e                     | Heptathlon             | 6 018 pts              |
| 2013                               | Championnats d'Europe espoirs         | Tampere                               | 2e                     | Décathlon              | 8 279 pts              |
| 2013                               | Championnats du monde                 | Moscou                                | 8e                     | Décathlon              | 8 370 pts              |
| 2014                               | Championnats d'Europe                 | Zurich                                | 3e                     | Décathlon              | 8 498 pts              |
| 2015                               | Championnats d'Europe en salle        | Prague                                | 1er                    | Heptathlon             | 6 353 pts              |
| 2015                               | Coupe d'Europe                        | Aubagne                               | 1er                    | Décathlon              | 8 378 pts              |
| 2015                               | Championnats du monde                 | Pékin                                 | 4e                     | Décathlon              | 8 538 pts              |
| 2015                               | Décastar                              | Talence                               | 3e                     | Décathlon              | 7 973 pts              |
| 2015                               | Coupe du monde des épreuves combinées | Coupe du monde des épreuves combinées | 1er                    | Décathlon              | 25 259 pts             |
| En tant qu'Athlète Neutre Autorisé |                                       |                                       |                        |                        |                        |
| 2017                               | Championnats du monde                 | Londres                               | —                      | Décathlon              | DNF                    |
| 2018                               | Championnats d'Europe                 | Berlin                                | 2e                     | Décathlon              | 8 321 pts              |
| 2019                               | Championnats d'Europe en salle        | Glasgow                               | 3e                     | Heptathlon             | 6 145 pts              |
| 2019                               | Hypo-Meeting                          | Götzis                                | 16e                    | Décathlon              | 7 982 pts              |
| 2019                               | Championnats du monde                 | Doha                                  | 4e                     | Décathlon              | 8 494 pts              |
| 2021                               | Jeux olympiques                       | Tokyo                                 | 8e                     | Décathlon              | 8 413 pts              |

## Records

### Records personnels
| Épreuve           | Performance   | Lieu        | Date           |
| ----------------- | ------------- | ----------- | -------------- |
| 100 mètres        | 10 s 89       | Smolensk    | 9 juin 2017    |
| Saut en longueur  | 7,78 m        | Tcheboksary | 20 juin 2016   |
| Lancer du poids   | 14,95 m       | Tokyo       | 4 août 2021    |
| Saut en hauteur   | 2,12 m        | Smolensk    | 9 juin 2017    |
| 400 mètres        | 47 s 88       | Pékin       | 28 août 2015   |
| 110 mètres haies  | 13 s 95       | Smolensk    | 10 juin 2017   |
| Lancer du disque  | 48,75 m       | Doha        | 3 octobre 2019 |
| Saut à la perche  | 5,40 m        | Moscou      | 11 août 2013   |
| Lancer du javelot | 63,58 m       | Zurich      | 13 août 2014   |
| 1 500 mètres      | 4 min 24 s 98 | Pékin       | 29 août 2015   |
| Décathlon         | 8 601 pts     | Smolensk    | 10 juin 2017   |

| Épreuve          | Performance   | Lieu            | Date                        |
| ---------------- | ------------- | --------------- | --------------------------- |
| 60 mètres        | 6 s 98        | Prague          | 7 mars 2015                 |
| Saut en longueur | 7,78 m        | Prague          | 7 mars 2015                 |
| Lancer du poids  | 14,40 m       | Krasnodar       | 18 janvier 2014             |
| Saut en hauteur  | 2,11 m        | Volgograd       | 17 janvier 2015             |
| 60 mètres haies  | 7 s 86        | Prague          | 8 mars 2015                 |
| Saut à la perche | 5,30 m        | Prague Smolensk | 8 mars 2015 20 février 2016 |
| 1 000 mètres     | 2 min 41 s 65 | Volgograd       | 9 février 2013              |
| Heptathlon       | 6 353 pts     | Prague          | 8 mars 2015                 |